# 중앙로역 (대구)
중앙로(해동내과·시청·중구청)역(Jungangno station, 中央路驛)은 대한민국 대구광역시 중구에 있는 대구 도시철도 1호선의 지하철역이다.
중앙네거리에 소재하며 중앙지하상가와 대현 프리몰이 서로 연결되어서 서쪽으로는 만경관, 곽병원, 동쪽으로는 한일극장과 노보텔(2·28 기념 중앙공원)까지 연결되어서 배후 지역이 대단히 넓다.(노보텔 엠베서더호텔 ~ 만경관까지 중앙지하상가 출구가 500 ~ 600m 걸쳐 있다.)  
이 역은 교통카드/승차권 게이트 바로 앞에 자동 전산기가 마련되어 있다는 특징이 있다. 또한, 이 역이 자리한 중앙대로 일대(대구역 네거리 - 반월당 네거리)는 도로가 많이 좁은데다 시내버스 노선이 많이 지나고 있어, 대구광역시와 도로교통공단에서 대구광역시의 대중교통 전용 지구로 지정을 해 놓았다. 따라서, 시내버스, 택시, 이륜자동차, 자전거 외에 자가용(승용차)들은 통행을 할 수가 없으며, 자가용(승용차)들은 이 역 일대를 지나지 말고 인근 시내 좁은 도로나 서성로, 공평로, 국채보상로 일대로 우회 운전을 해야 한다.
이 역에서 철도 대구역으로도 걸어갈 수 있다. 교통카드로 중앙로역에서 하차한 후 대경선 대구역에서 승차해도 교통카드 환승 처리가 가능하며, 반대로 대경선에서 교통카드로 하차하고 대구역에서 나온 후 중앙로역으로 가서 교통카드로 승차해도 환승이 가능하다. 이는 동해선 동래역 - 부산 4호선 낙민역과의 관계와 비슷하다.

## 역명
중앙대로에 역이 있고 대구광역시의 최고 중심가인 중앙로와 동성로에 역이 있어서 중앙로역이라는 명칭이 부여되었다.
부역명은 에듀윌 공무원학원이다. 이 역의 과거 부역명은 메트로안과였으나, 2017년 9월 4일자로 부역명이 삭제되었고, 대신 2018년 1월 1일부터 비엘성형외과피부과의원이라는 새로운 부역명이 표기되었다가, 계약 만료로 삭제되었고 에듀윌 공무원학원이라는 부역명이 표기되었다. 

## 역사
2003년 2월 18일에 김대한의 방화로 대구 지하철 화재 참사가 발생해 역이 전소되어 엄청난 인명 피해를 냈다.(192명 사망, 148명 부상) 여기에 중앙로역은 회차선이 설치되어 있는 운전역이자 관리역이라는 특징으로 인하여, 이 사건으로 한때 중앙로역을 포함한 인근 역들의 영업이 중단되었다. 게다가 구조물 안전 문제가 제기되어, 이 참사의 여파로 한동안 중앙대로 반월당 ~ 중앙네거리, 중앙네거리 ~ 대구역네거리 구간의 차량(시내버스 포함) 진입이 전면 통제되었다.
2003년 10월 21일에 주변 선로를 복구하고, 중앙로역만 무정차 통과하는 방식으로 운행이 재개되었다. 2003년 12월 31일에 완전히 복구되어 정상적으로 영업 중이다. 
2009년 5월 29일에  동대구역, 반월당역과 함께 스크린도어가 완공되었고, 2010년 6월 1일에 엘리베이터가 신설되었다. 중앙지하상가 연결 출구에 에스컬레이터 및 캐노피가 설치되었다. 

### 연표
- 1997년 11월 26일 : 대구 도시철도 1호선 개통과 함께 종착역으로 영업 개시
- 1998년 5월 2일 : 대구 도시철도 1호선 완전 개통과 함께 중간역이 됨
- 2003년 2월 18일 : 대구 지하철 화재 참사로 역 전소 및 인명피해(사망 192명, 부상 153명) 발생, 영업 중단
- 2003년 10월 21일 : 무정차 통과 방식으로 참사 8개월 만에 운행 재개
- 2003년 12월 31일 : 복구 공사 완료와 동시에 영업 재개
- 2009년 5월 29일 : 스크린도어 설치
- 2010년 6월 1일 : 엘리베이터 설치 · 가동 개시

## 역 구조
지하 3층 규모의 2면 2선의 상대식 승강장이 있는 지하역이며, 승강장 벽면 색상은 2003년 대구 지하철 참사 이전에는 빨간색이었으나, 현재는 다르게 변경되었다. 스크린도어가 설치되어 있다.
대구 도시철도의 모든 역들 중에서 승강장이 가장 좁게 건설되었다. 대합실을 통해, 반대편 승강장으로 이동이 가능하다.

### 승강장
| 반월당 ↑ |
| \| 상    |
| ↓ 대구역 |

| 상행 | ● 대구 도시철도 1호선 | 반월당 · 상인 · 설화명곡 방면        |
| 하행 | ● 대구 도시철도 1호선 | 대구역 · 동대구역 · 안심 · 하양 방면 |

## 역 주변
| 나가는 곳 | 방면 |
| --------- | --- |
| 1         | 대구약령시 대구화교소학교 사회복지교육관 동아쇼핑센터 대현프리몰 대구점 경신정보과학고등학교 국민은행 대구지점 미래에셋 금융플라자 유니온상호저축은행 재단법인 대구청소년종합지원센터 |
| 2         | 대구백화점 아카데미극장 국채보상운동기념공원 2.28기념공원 경북대학교병원 하나대투증권대구지점 우리은행 대구지점 한국투자신탁증권대구지점 하나은행 동성로지점 한일극장                 |
| 3         | 동아백화점 대구광역시청 교동시장 동성아트홀극장 대구역 제일은행 대구지점 롯데영플라자 대구점 CGV 대현프리몰 대구점 한일극장                                                           |
| 4         | 경상감영공원 대구우체국 대구중부경찰서 임시청사 시민회관 MMC 만경관 하나은행 대구기업금융센터 외환은행 대구지점 IM뱅크 중앙로지점 곽병원 영진아미고호텔 대구근대역사관                |

## 사진

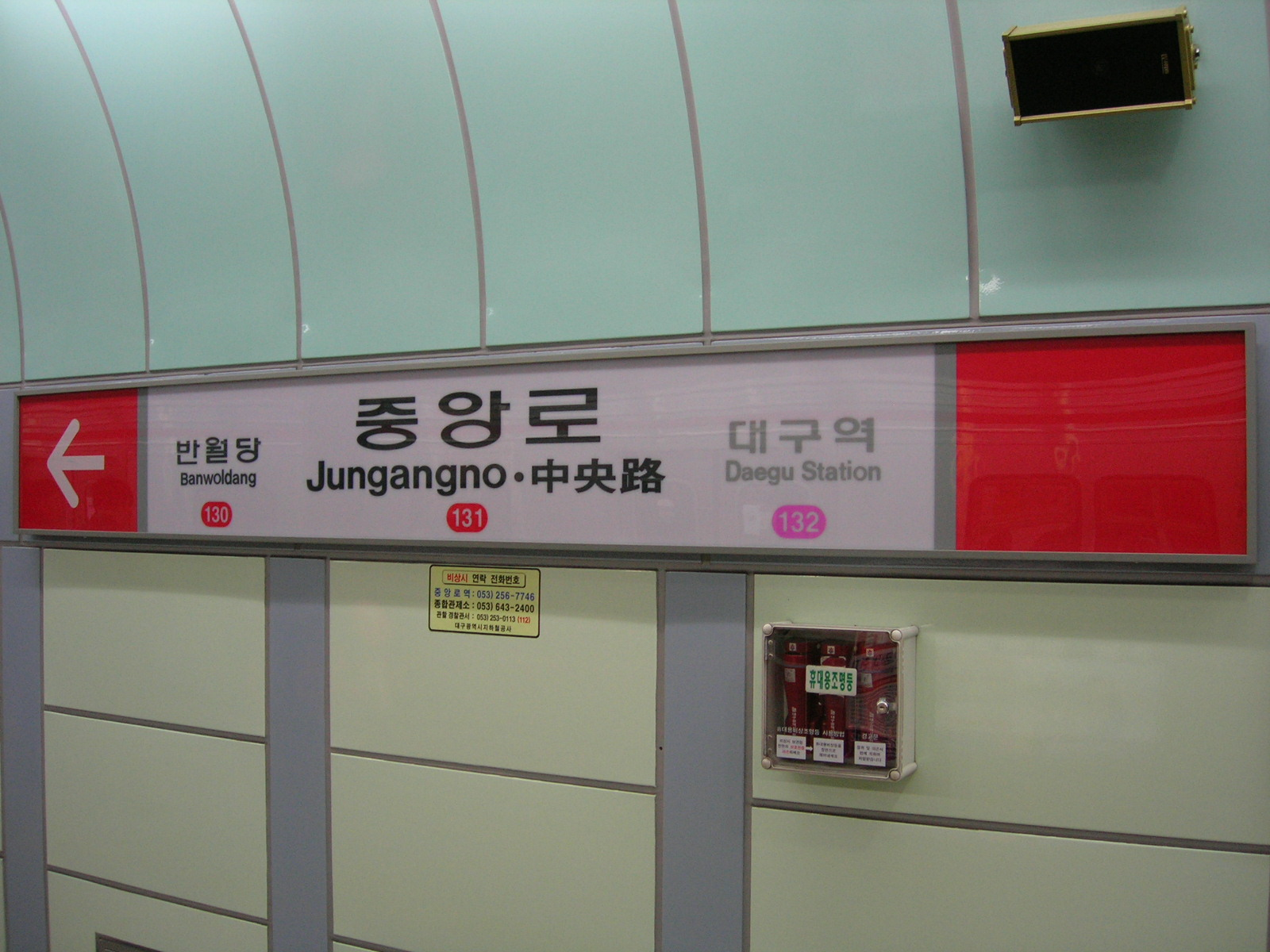
구형 역명판(설화명곡 방면)
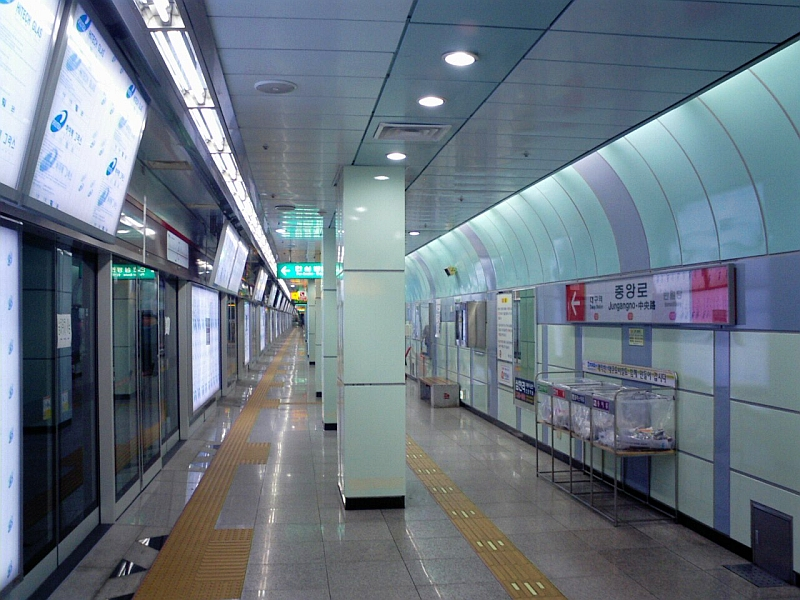
안심 방면 승강장 (역명판 교체 전)
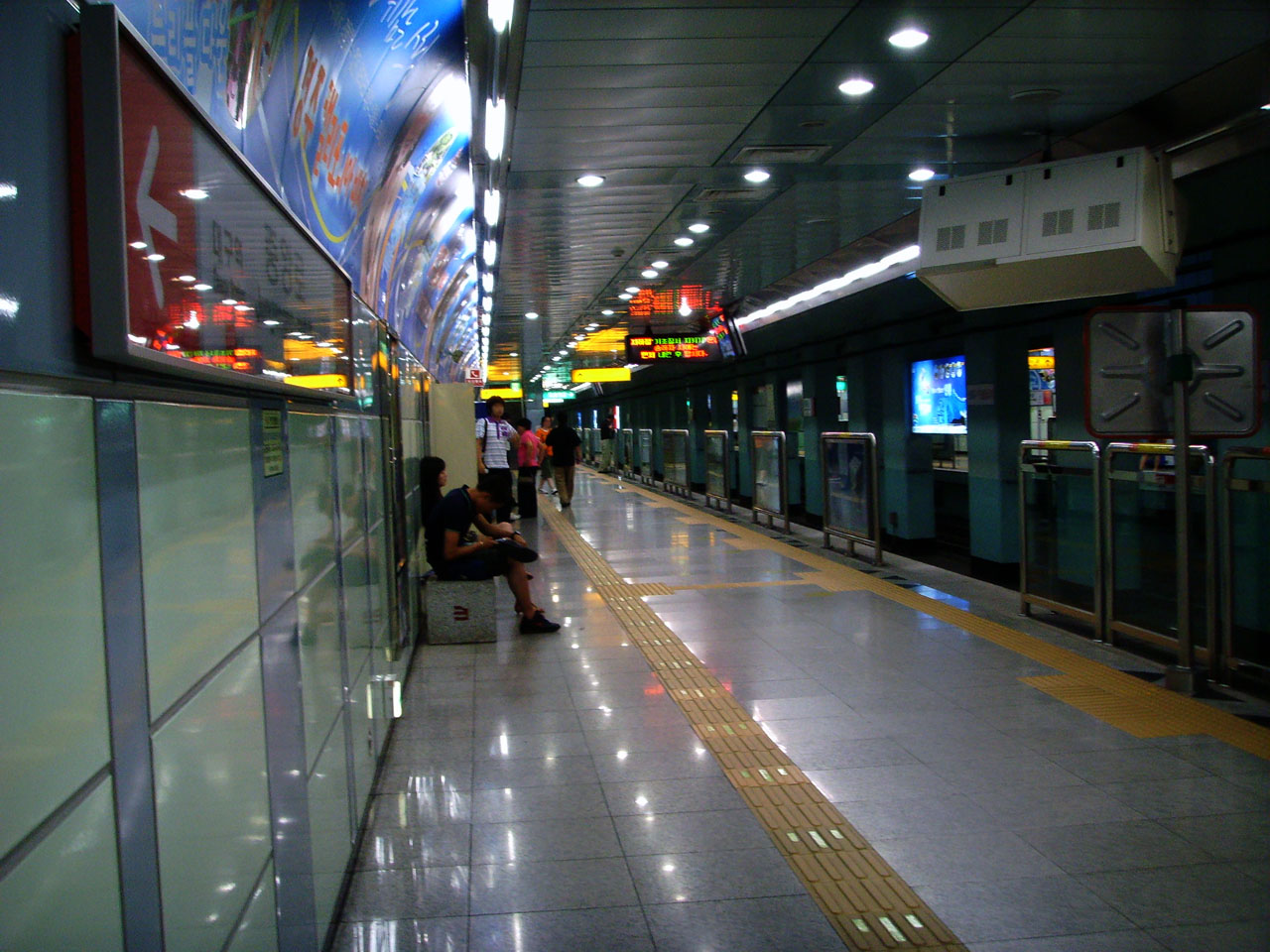
안심 방면 승강장 (스크린도어 설치 전)
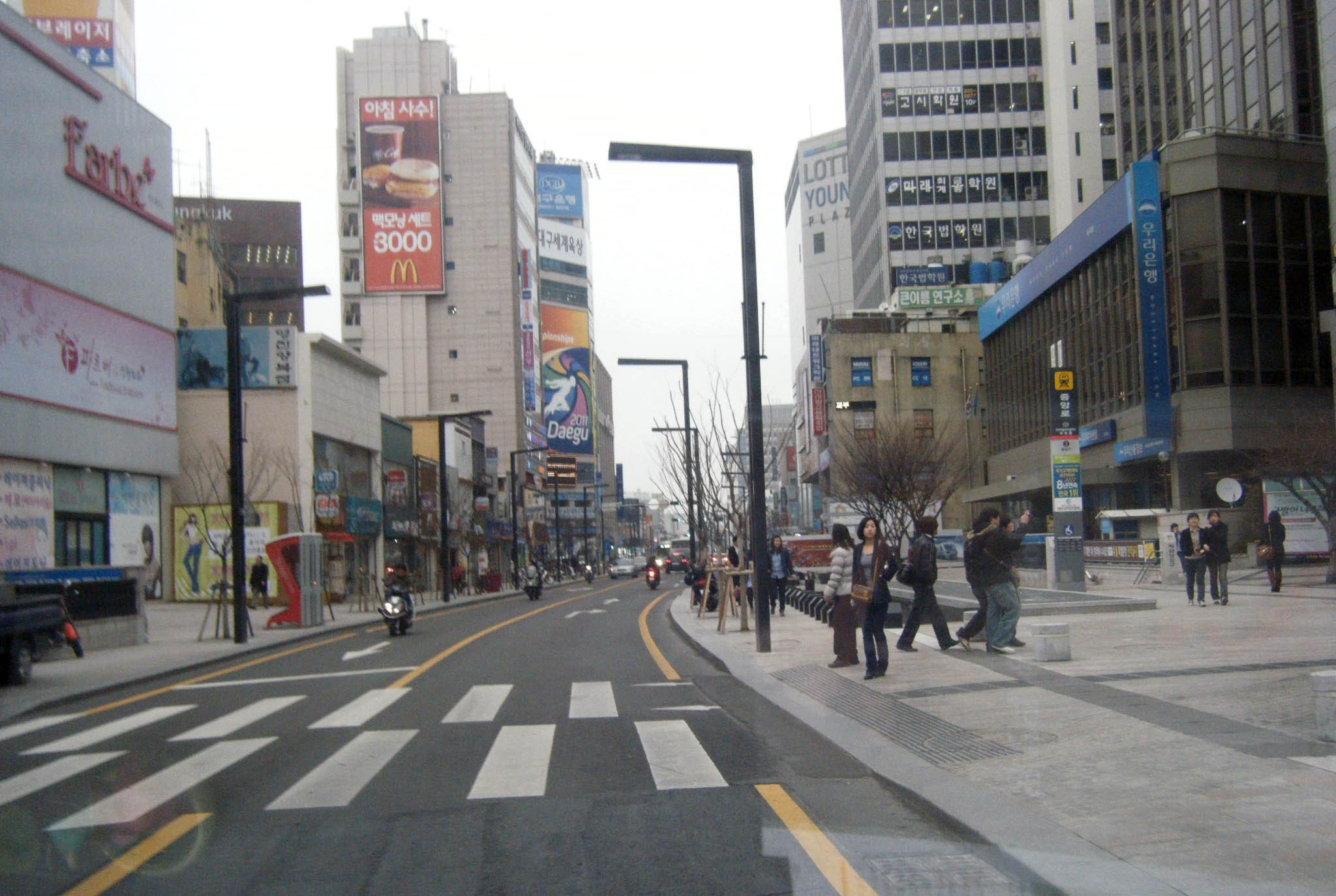
2번 출입구 부근(폴사인 교체 전)
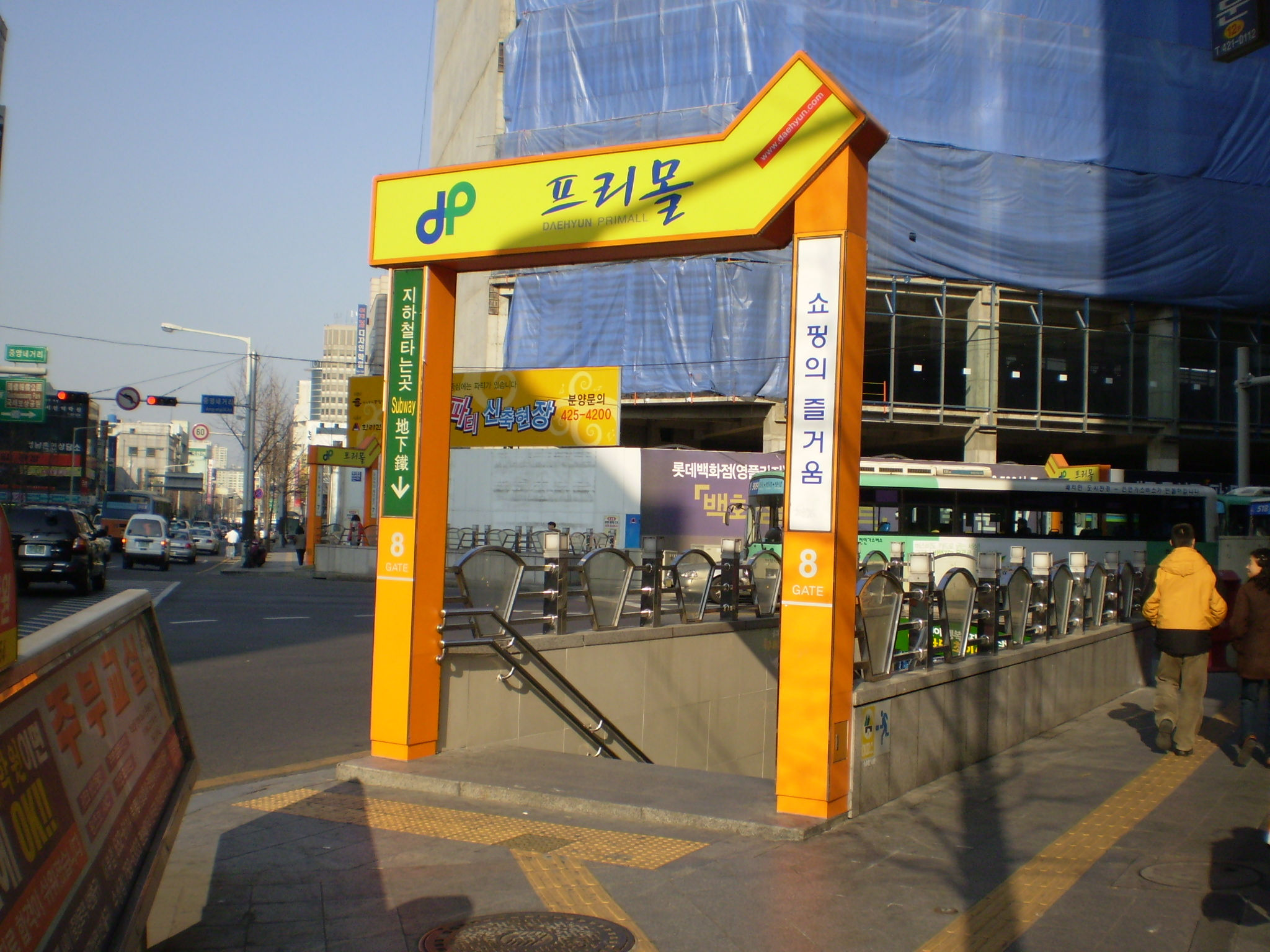
대현 프리몰 8번 출입구(폴사인 교체 전)

## 승차량 변동
1호선 중에서 승차량이 2번째로 많은 역이다.
2003년 2월 18일에 발생한 대구 지하철 화재 참사의 여파로 인해 중앙로역의 영업이 2003년 12월 30일까지 중단되었다.
| 노선  | 승차 인원 | 승차 인원 | 승차 인원 | 승차 인원 | 승차 인원 | 승차 인원 | 승차 인원 | 승차 인원 | 승차 인원 | 승차 인원 | 주석  |
| 노선  | 1997년    | 1998년    | 1999년    | 2000년    | 2001년    | 2002년    | 2003년    | 2004년    | 2005년    | 2006년    | 주석  |
| ----- | --------- | --------- | --------- | --------- | --------- | --------- | --------- | --------- | --------- | --------- | ----- |
| 1호선 | 23,494    | 23,248    | 23,300    | 미공개    | 22,823    | 24,428    | 3,534     | 17,778    | 18,173    | 21,151    | [ 4 ] |
| 노선  | 2007년    | 2008년    | 2009년    | 2010년    | 2011년    | 2012년    | 2013년    | 2014년    | 2015년    | 2016년    |       |
| 1호선 | 19,460    | 19,765    | 19,720    | 19,920    | 20,455    | 20,399    | 20,577    | 19,920    | 20,148    | 20,369    | [ 4 ] |
| 노선  | 2017년    | 2018년    | 2019년    | 2020년    | 2021년    |           |           |           |           |           |       |
| 1호선 | 20,241    | 19,798    | 19,525    | 10,872    | 11,576    |           |           |           |           |           |       |

## 인접한 역
| 대구 도시철도 1호선      | 대구 도시철도 1호선   | 대구 도시철도 1호선  |
| ------------------------ | --------------------- | -------------------- |
| 130 반월당 설화명곡 방면 | ● 대구 도시철도 1호선 | 132 대구역 하양 방면 |

## 같이 보기
- 대구 지하철 화재 참사
- 서울 지하철 7호선 방화 사건